# 眠れる森の美女
「眠れる森の美女」（ねむれるもりのびじょ、仏: La Belle au bois dormant）は、ヨーロッパの古い民話・童話。AT分類では、410に分類されている。ペロー童話集にも取り上げられ、グリム童話集では、「茨姫」（いばらひめ、独: Dornröschen；KHM 50）として類話が取り上げられている。また、ペローの童話はジャンバティスタ・バジーレの『ペンタメローネ』所収の「太陽と月とターリア」をもとに書かれている。「眠りの森の美女」「眠り姫」の訳題もある。“Sleeping Beauty”（スリーピング・ビューティー）の英語題で呼ばれることもあり、同タイトルの小説も発行されている。
日本語の表題からは、文法的に、眠っているのは美女とも森ともとれるが、これはフランス語の原題も同様である。しかし、La Belle au bois dormantは代換法（形容詞転移）という修辞が使われており、文法的に「眠っている」が修飾するのは「森」であるが、意味的に眠っているのは美女と考えるのが正しいとされる。
バレエの演目や、ディズニー映画としても有名である。また日本では、劇団東少によってミュージカル化されている。

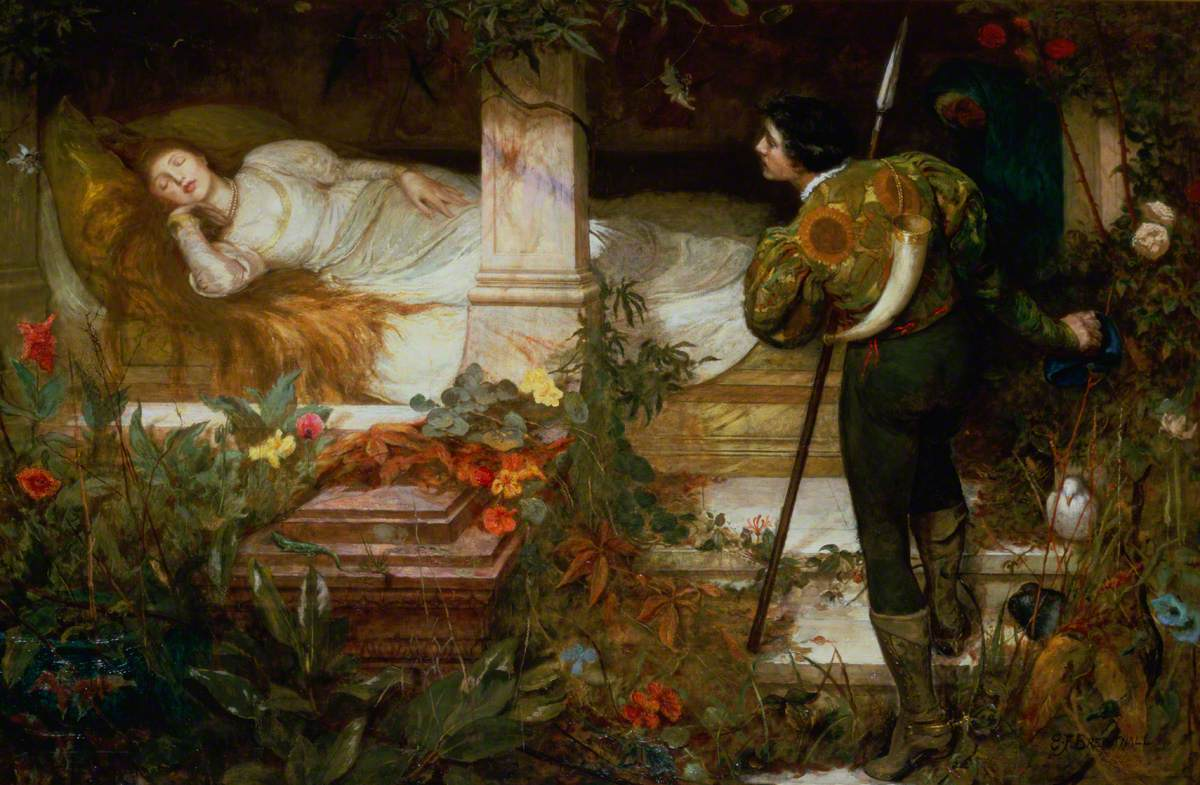
眠れる森の美女（Edward Frederick Brewtnall画）

## あらすじ

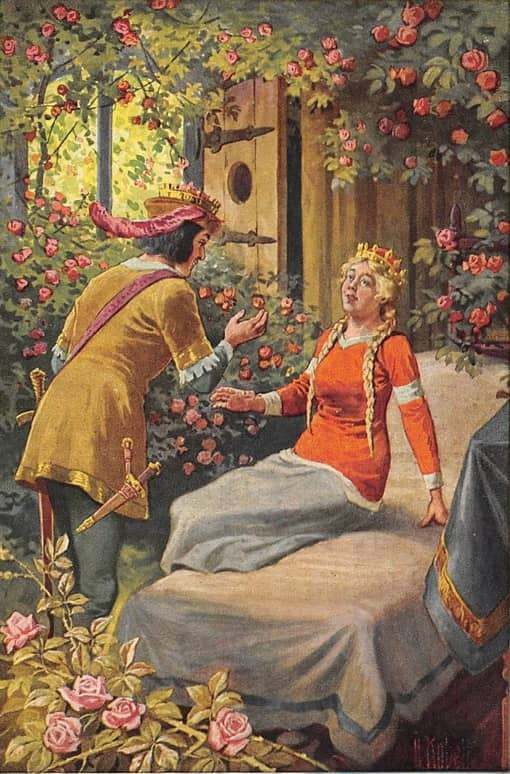
オットー・クーベル（1868年～1951年）

民話のため、ストーリーには様々なパターンが存在する。年代順に並べると、バジーレ、ペロー、グリムである。ここでは、日本語圏で最もポピュラーなグリム版に基づいてあらすじを述べる。
ある国に、子供に恵まれず悩んでいた王と王妃がいた。しかし、ある時、王妃の前にカエルが現れて、「あなたは1年以内に女の子を産む」と予告し、その予告通りに女の子が生まれた。願いが叶って非常に喜んだ王と王妃は、国内に住む魔法使いの女たちを祝宴に招待することにしたが、魔法使いの女は国内に13人いたにもかかわらず、彼女たちをもてなすために必要な金の皿が12枚しかなかったため、13人目の魔法使いだけは招待されなかった。
祝宴に招待された12人の魔法使いたちは、それぞれ「徳」「美」「富」など魔法を用いた贈り物を王女に授けるが、11人目の魔法使いが贈り物を終えた直後、突如として13人目の魔法使いが現れ、祝宴に招待されなかった報復として、「王女は15歳になると、紡ぎ車の錘が指に刺さって死ぬ」という呪いをかけて立ち去る。王と王妃をはじめ城の人々が大騒ぎする中、まだ贈り物をしていなかった12人目の魔法使いが「この呪いを取り消すことはできないが、呪いの力を弱めることはできる」と言い、「王女様は死ぬのではなく、100年間眠り続けた後に目を覚ます」と告げた。
王女の運命を心配した王は、国民に命じて国中の紡ぎ車を焼き捨ててしまう。王女は順調に育っていくが、15歳になった時、一人で城の中を歩いていて、城の塔の最上階で一人の老婆が紡ぎ車を使い糸を紡いでいるのを見て興味を示し、紡ぎ車に近寄った途端に錘が手の指に刺さり、王女は深い眠りに落ちる（この老婆の正体は13人目の魔法使いであったとも言われるが、原文では明言されていない）。呪いは城中に波及し、王と王妃をはじめ城の人々も全て眠りに落ちるが、城の周囲の茨だけが急速に繁茂し、やがて城には誰も入れなくなった。中には侵入を試みた者もいたが、鉄条網のように絡み合った茨に阻まれ、全員が茨に絡まって動けなくなり落命した。
そして長い年月が過ぎたある日、近くの国の王子がこの国を訪れ、茨の森に囲まれた城を見て、城の近くに住む老人に「あの城には何があるのか」と尋ねると、老人は「城の中には美しい王女様が眠っていると子供の頃に聞いたことがある」と答えた。それを聞いた王子は、何としても王女の姿を見てみたいと思い、どんな危険を冒してでも城に入る決意をして茨の森に近付く。この時、城にかかっていた100年の呪いが解けて、茨はひとりでに道を開け、王子は無事に城の中に入り、眠っている王女を見付けてキスをする。王女は目を覚まして王子を見そめ、同時に城の人々も全員目を覚まし、王女と王子はその場ですぐに結婚して幸せに暮らした。

### ペロー版の相違点
誕生の予告はない。
ここでは魔法使いは仙女と表され、8人登場する。魔法をかける順番はグリムの徳・美・富…とは違い、美・徳そして富はない。また、グリム版では12枚の金の皿であるが、ここでは金の箱に入った食器7枚となっている。
眠りに落ちた王女を悲しみ、王と王妃は王女に別れを告げず城を去ってしまう。他の者たちは仙女の魔法により眠らされてしまう。グリム版との大きな違いは、王女が王子のキスで目覚めるのではなく、100年の眠りから覚める時がやってきたため自分で目を覚ます点。
また、グリム版では省かれたと思われる、2人の結婚後の話が残っている。「王女は2人の子供をもうける。しかし、王子の母である王妃は人食いであり、王女と子供を食べようとする。そこを王子が助け、王妃は自分の悪行が息子にばれて気が狂い自殺してしまう」といった内容である。

### バジレ版「日と月とターリア」との相違点
祝福はない。ペロー版同様、誕生の予告もない。王女にはターリアという名前がある。ターリアの誕生の祝宴で呼ばれていた占い師が「麻糸が王女に災いをもたらす」と予言。
ターリアが眠りに落ちたことを嘆いた父親は、悲しみを忘れるために城を去る。他の者たちの描写は一切ない。その後、鷹狩りで偶然たどり着いた他国の王が、眠るターリアを見つけ、あまりの美しさに我慢できなくなり愛の果実を摘む(強姦)。その後、彼は王国へ帰りターリアのことを忘れてしまうが、ターリアは寝ている間に双子を出産し、麻糸が取れて目を覚ます。王はターリアに会いに行き、出産を喜ぶ。
とりあえず王国に帰った王であったが、ターリアのことが気にかかり、妻である王妃はそれに嫉妬。彼女は王の名を騙り、ターリアの双子の子供らを呼び寄せて殺し、スープにして王に食べさせようとする。が、子供に同情した料理人が子山羊の肉とすりかえる。
次に王妃はターリアをも呼び寄せて火焙りにしようと画策するが、王が助けに入る。子供をスープにして飲ませたという話を聞いて王は怒り狂い、王妃を火の中へ投げ込むのだった。

## 展開

### バレエ
バレエ作品の『眠れる森の美女』は、1890年にサンクトペテルブルクで初演された。3時間もの大作で、現在も多くのバレエ団が上演している。当時、劇場の総裁だったイワン・フセヴォロシスキーが豪華絢爛なバレエ作品を作りたい、と考えたことから制作が始まった。振り付けはマリウス・プティパ、音楽はピョートル・チャイコフスキー。チャイコフスキーは『白鳥の湖』での失敗があり、もうバレエ曲は作らないと決めていた、という説もあるが、音楽が失敗だったわけではなく、バレエ曲を作曲すること自体はその後も検討していたので、「眠れる森の美女」の台本に感動して仕事を引き受けた。チャイコフスキーの三大バレエの一つといわれる。

### アニメ
1959年にウォルト・ディズニー・カンパニーによって『眠れる森の美女』（Sleeping Beauty）として、600万ドルの制作費をかけて長編アニメーション映画化され、同年1月29日に全米公開された。日本での公開は1960年7月23日。

### ミュージカル
劇団東少によってミュージカル化される。初演は1965年（昭和40年）。翌1966年（昭和41年）に東京都芸術祭の公演で上演。その後も全国各地で上演され続け、1980年（昭和55年）からは三越劇場での東京定期公演が復活すると『眠れる森の美女』もレパートリーに加わる。近年では、1996年（平成8年）の公演で小田茜、2001年（平成13年） - 2002年（平成14年）の公演で細川ふみえ、2006年（平成18年） - 2007年（平成19年）の公演で松下萌子、2016年（平成28年）の公演で折井あゆみが王女役を演じている。
原作との相違点としては以下が挙げられる。
- グリム版では12人の魔法使い、ペロー版では7人の妖精が呼ばれたが、ミュージカルでは赤の妖精・緑の妖精・白の妖精の3人が呼ばれた（呼ばれなかった黒の妖精を含めると4人の妖精が登場する）。もっとも呼ばれたのが妖精であるという点はペロー版に準じている。
- 王女の誕生と同じ日に、原作には登場しない料理番夫婦にも女の子を誕生させ、2人の成長を交錯させながら、運命に翻弄される王女と運命を切り開く料理番の娘の生き様を対比させている。